# إدارة سونسونات
إدارة سونسونات (بالإنجليزية: Sonsonate Department)‏ هي إدارة في السلفادور، بلغ عدد سكانها 518٬522 نسمة، في 2006، عاصمتها سونسوناتي، تبلغ مساحتها 1٬225٫8 كيلومتر مربع.